# Isländische Badmintonmeisterschaft 1949
Die Isländische Badmintonmeisterschaft 1949 fand in Reykjavík statt. Es war die erste Auflage der nationalen Titelkämpfe von Island im Badminton. Es wurde nur die Herreneinzel- und die Herrendoppelkonkurrenz ausgetragen.

## Titelträger
| Disziplin    | Sieger                                  |
| ------------ | --------------------------------------- |
| Herreneinzel | Einar Jónsson                           |
| Dameneinzel  | nicht ausgetragen                       |
| Herrendoppel | Friðrik Sigurbjörnsson Guðjón Einarsson |
| Damendoppel  | nicht ausgetragen                       |
| Mixed        | nicht ausgetragen                       |